# Беллерман, Генрих
Генрих Беллерман (нем. Gottfried Heinrich Bellermann; 10 марта 1832, Берлин — 10 апреля 1903, Потсдам) — немецкий музыковед

-медиевист и исследователь музыки эпохи Возрождения; композитор.

## Биография
Родился в Берлине 10 марта 1832 года в семье И. Ф. Беллермана.
Учился у своего отца в старейшей берлинской гимназии «Grauen Kloster», в которой его отец долгое время работал, а в 1847—1867 годах был директором. Занимался в королевском институте церковной музыки и продолжительное время брал частные уроки у Э. Грелля. 
С 1853 года преподавал пение в гимназии «Grauen Kloster». С 1866 года — профессор музыки в Берлинском университете (преемник А. Б. Маркса). В 1875 году был избран в Прусскую королевскую академию искусств.
Более всего известен как автор исследования о мензуральной нотации (Die Mensuralnoten und Taktzeigen des XV und XVI Jahrh. — Берлин, 1858) — первое произведение, которое сделало доступным изучение мензуральной теории для тех, которые по незнанию латинского языка не могли пользоваться подлинными трактатами мензуральных теоретиков. Им был написан учебник о контрапункте (Kontrapunkt. — Берлин, 1862; 2-е изд. — 1877; 3-е изд. — 1887; 4-е изд. —1901), который использовался только до начала XX века, поскольку опирался на взгляды автора «Gradus ad Parnassum» Иоганна Йозефа Фукса, уже для своего времени (1725) считавшимися устарелыми; его использовал в своей преподавательской деятельности Арнольд Шёнберг при обучении Альбана Берга и Антона Веберна.
Впервые перевёл на немецкий язык «Определитель музыкальных терминов» Тинкториса (1863) и «Искусство мензурального пения» Франко Кёльнского (1874). Также ему принадлежат небольшие работы: «Über die Entwicklung der mehrstimmigen Musik» (1867) и «Die Grösse der musikalischen Intervalle als Grundlage der Harmonie» (Берлин, 1873). 
Опубликованные музыкальные произведения Беллермана принадлежат исключительно к области вокальной музыки (мотеты, псалмы, романсы, хоры, хор с оркестром «Gesang der Geister über den Wassern»); более крупные произведения (в том числе опера) остались в рукописи, хотя часть их исполнялась. Особенным успехом пользуется его музыка к трагедиям Софокла «Аякс», «Царь Эдип» и «Эдип в Колоне».
Умер в Потсдаме 10 апреля 1903 года.